# Травис (група)
„Травис“ е шотландска рок група, сформирана в Глазгоу през 1990 година, състояща се от Фран Хийли (вокали, ритъм китара), Дъги Пейн (бас китара, беквокали), Анди Дънлоп (водеща китара, банджо, беквокали) и Нийл Примроуз (барабани, перкусии). Стилът им се определя като софт рок или пост-брит рок. Името на групата идва от измисления герой на Хари Дийн Стентън, Травис Хендерсън от филма „Париж, Тексас“. Групата е призната от медиите като вдъхновила други британски групи като Keane и Coldplay да постигнат в същия стил световен успех през 2000-те, особено благодарение на албума им „The Man Who“ (1999) album.
Групата издава дебютния си албум „Good Feeling“ (1997) с умерен успех, като дебютира под номер 9 в класацията UK Albums Chart и постига сребърен сертификат от BPI през януари 2000. Групата постига по-голям международен успех с втория си албум, „The Man Who“ (1999), прекарал девет седмици под номер 1 в UK Albums Charts, наброявайки общо 134 седмици в топ 100 на класацията. През 2003 година „The Man Who“ е сертифициран с деветократен платинен статут, отговарящ на над 2.68 милиона продадени копия само във Великобритания. След този успех, групата издава третия си албум „The Invisible Band“ (2001). Албумът повтаря успеха на предходния, като дебютира на първо място в класацията UK Albums Chart и остава на това място 4 седмици, 15 седмици в Топ 10 и общо 55 седмици в Топ 100, и достига най-високо до 39-а позиция в американската класация US Billboard 200, прекарвайки 7 седмици в класацията. Година след издаването на „The Invisible Band“, албумът получава сертификат за четирикратен платинен статут.
Дискографията на Travis включва още студийните албуми „12 Memories“ (2003), „The Boy with No Name“ (2007), „Ode to J. Smith“ (2008), „Where You Stand“ (2013), „Everything at Once“ (2016), дебютирал под номер 5 в UK Albums Chart. През 2004 година групата издава първия албум с най-големите си хитове, „Singles“, който прекарва 19 седмици в Топ 100 на класацията за албуми.
Travis получават два пъти отличие за най-добра група по време на наградите „BRIT Awards“ и през 2000 година получава наградата „Артист на годината“ на NME. През 2016 година групата е отличена на Шотландските музикални награди за изключителни приноси към музиката.